# Ol Doinyo Lengai
Ol Doinyo Lengai es un volcán situado al sur del lago Natron, en el extremo sur del brazo oriental del Gran Valle del Rift, en el noroeste de Tanzania. La etapa de formación del cono de este volcán simétrico de 370.000 años de antigüedad finalizó hace unos 15.000 años. Su cima la forman dos cráteres. El del sur, inactivo, está cubierto de vegetación y de ceniza volcánica. En el del norte, la actividad se centra en torno a varios hornitos (hileras de materiales empujados hacia arriba por un flujo de agua subyacente) y pequeños conos. 
Ol Doinyo Lengai es famoso por ser el único volcán del que se sabe que ha arrojado tefra y lavas cuya composición de carbonatos es única. Con una viscosidad muy semejante a la del agua (debido al bajo contenido de sílice), su lava es la más fluida del mundo, y también la más fría, con temperaturas de sólo 590 °C. Esa lava fluye negra en el día, arde con un rojo intenso en la noche, y se torna blanca al entrar en contacto con el agua. La efusión continua de lavas a lo largo del tiempo se ve alternada con erupciones de ceniza; en 1917, 1940, 1960 y 1966 hubo fuertes erupciones explosivas.
Los masái conocen a Ol Doinyo Lengai como la «montaña de Dios».  